# فاروق صالح أحمد فاروق
عميد جوي: فاروق صالح أحمد فاروق، عسكري مصري، كان رئيس عمليات الوحدات الجوية، خلال حرب أكتوبر 1973.